# Maria di Albret
Maria di Albret (Cuffy, 25 marzo 1491 – Parigi, 27 ottobre 1549) è stata una nobile francese, contessa di Nevers e contessa di Rethel, titolo ereditato dalla madre Carlotta.

## Biografia
Maria nacque nel castello di Cuffy, figlia maggiore di Giovanni di Albret, signore di Orval, governatore della Champagne (morto il 10 maggio 1524), e di Carlotta di Nevers, contessa di Rethel (1472- 23 agosto 1500). Aveva due sorelle più giovani, Carlotta di Albret, moglie di Odet de Foix, conte di Comminges; e Elena d'Albret (16 luglio 1495- 28 ottobre 1519). Aveva due fratellastri illegittimi, Giacomo di Albret, vescovo di Nevers, e Francesca di Albret, badessa di Notre Dame di Nevers.
I suoi nonni paterni erano Arnaldo di Albret, signore d'Orval (morto nel 1463) e Isabella di La Tour d'Auvergne (morta l'8 settembre 1488), figlia di Bertrando V de La Tour, conte d'Alvernia e Jacquette du Peschin. I suoi nonni materni erano Giovanni II, conte di Nevers, conte di Rethel e Pauline de Bosse-Bretagne. Il bisnonno di Maria era Carlo I d'Albret, Connestabile di Francia, che fu ucciso mentre comandava le truppe francesi alla battaglia di Azincourt del 1415.
Maria divenne contessa sovrana di Rethel all'età di nove anni dopo la morte di sua madre Carlotta, al castello di Meillant.

## Discendenza
Il 25 gennaio 1504 Maria sposò suo cugino Carlo II di Cleves, conte di Nevers (morto 17 agosto 1521), figlio di Engilberto di Nevers, conte di Nevers e di Carlotta di Borbone-Vendome. Al momento il suo matrimonio divenne contessa di Nevers.
Maria ebbe un figlio:
- Francesco, primo duca di Nevers, conte di Rethel (2 settembre 1516- 13 febbraio 1561) il 19 gennaio 1538. Egli sposò Margherita di Borbone-La Marche (26 ottobre 1516- 20 ottobre 1589), figlia di Carlo di Borbone, duca di Vendôme e di Francesca di Alençon, dalla quale ebbe sei figli, tra cui Enrichetta di Cleves (31 ottobre 1542 24 giugno 1601), erede del ducato di Nevers e della contea di Rethel, che a sua volta sposò Ludovico Gonzaga di Mantova.

Maria rimase vedova nel 1521. Nel 1539 prese il titolo di duchessa di Nevers, anche se il figlio Francesco era di diritto suo duca.
Maria morì a Parigi il 27 Ottobre 1549 all'età di cinquantotto anni. Suo figlio Francesco dopo di lei divenne conte di Rethel.
Maria d'Albret ebbe molti discendenti illustri tra cui Eleonora Gonzaga, Francesco I imperatore del Sacro Romano Impero, il re Luigi XVI di Francia e la sua consorte Maria Antonietta.

## Ascendenza
|                                           |                          |                                           | Genitori                                 |  |  | Nonni |  |  | Bisnonni                   |  |  | Trisnonni                 |  |
|                                           |                          |                                           |                                          |  |  |       |  |  | Carlo II, signore d'Albret |  |  | Carlo I, signore d'Albret |  |
|                                           |                          |                                           |                                          |  |  |       |  |  | Carlo II, signore d'Albret |  |  | Carlo I, signore d'Albret |  |
|                                           |                          | Maria di Sully                            |                                          |  |  |       |  |  | Carlo II, signore d'Albret |  |  |                           |  |
| Arnaldo Amanieu d'Albret, signore d'Orval |                          |                                           |                                          |  |  |       |  |  | Carlo II, signore d'Albret |  |  |                           |  |
|                                           |                          | Anna d'Armagnac                           | Bernardo VII, conte d'Armagnac           |  |  |       |  |  |                            |  |  |                           |  |
|                                           |                          | Anna d'Armagnac                           | Bernardo VII, conte d'Armagnac           |  |  |       |  |  |                            |  |  |                           |  |
|                                           |                          | Anna d'Armagnac                           | Bona di Berry                            |  |  |       |  |  |                            |  |  |                           |  |
| Giovanni d'Albret, barone d'Orval         |                          | Anna d'Armagnac                           |                                          |  |  |       |  |  |                            |  |  |                           |  |
|                                           |                          | Bertrando V de La Tour, conte d'Alvernia  | Bertrando IV, signore de La Tour         |  |  |       |  |  |                            |  |  |                           |  |
|                                           |                          | Bertrando V de La Tour, conte d'Alvernia  | Bertrando IV, signore de La Tour         |  |  |       |  |  |                            |  |  |                           |  |
|                                           |                          | Bertrando V de La Tour, conte d'Alvernia  | Maria I, contessa d'Alvernia             |  |  |       |  |  |                            |  |  |                           |  |
| Isabella de La Tour d'Auvergne            |                          | Bertrando V de La Tour, conte d'Alvernia  |                                          |  |  |       |  |  |                            |  |  |                           |  |
|                                           |                          | Giacometta di Peschin                     | Luigi, signore di Peschin                |  |  |       |  |  |                            |  |  |                           |  |
|                                           |                          | Giacometta di Peschin                     | Luigi, signore di Peschin                |  |  |       |  |  |                            |  |  |                           |  |
|                                           |                          | Giacometta di Peschin                     | Isolde di Sully                          |  |  |       |  |  |                            |  |  |                           |  |
| Maria d'Albret, contessa di Rethel        |                          | Giacometta di Peschin                     |                                          |  |  |       |  |  |                            |  |  |                           |  |
|                                           | Filippo, conte di Nevers | Filippo II, duca di Borgogna              |                                          |  |  |       |  |  |                            |  |  |                           |  |
|                                           | Filippo, conte di Nevers | Filippo II, duca di Borgogna              |                                          |  |  |       |  |  |                            |  |  |                           |  |
|                                           | Filippo, conte di Nevers | Margherita III, contessa di Fiandra       |                                          |  |  |       |  |  |                            |  |  |                           |  |
| Giovanni II, conte di Nevers              | Filippo, conte di Nevers |                                           |                                          |  |  |       |  |  |                            |  |  |                           |  |
|                                           |                          | Bona d'Artois                             | Filippo d'Artois, conte d'Eu             |  |  |       |  |  |                            |  |  |                           |  |
|                                           |                          | Bona d'Artois                             | Filippo d'Artois, conte d'Eu             |  |  |       |  |  |                            |  |  |                           |  |
|                                           |                          | Bona d'Artois                             | Maria di Berry                           |  |  |       |  |  |                            |  |  |                           |  |
| Carlotta di Nevers                        |                          | Bona d'Artois                             |                                          |  |  |       |  |  |                            |  |  |                           |  |
|                                           |                          | Giovanni II di Brosse, signore di Boussac | Giovanni I di Brosse, signore di Boussac |  |  |       |  |  |                            |  |  |                           |  |
|                                           |                          | Giovanni II di Brosse, signore di Boussac | Giovanni I di Brosse, signore di Boussac |  |  |       |  |  |                            |  |  |                           |  |
|                                           |                          | Giovanni II di Brosse, signore di Boussac | Giovanna di Naillac                      |  |  |       |  |  |                            |  |  |                           |  |
| Paolina di Brosse                         |                          | Giovanni II di Brosse, signore di Boussac |                                          |  |  |       |  |  |                            |  |  |                           |  |
|                                           |                          | Nicoletta di Châtillon                    | Carlo di Châtillon, signore di Avaugour  |  |  |       |  |  |                            |  |  |                           |  |
|                                           |                          | Nicoletta di Châtillon                    | Carlo di Châtillon, signore di Avaugour  |  |  |       |  |  |                            |  |  |                           |  |
|                                           |                          | Nicoletta di Châtillon                    | Isabella di Vivonne                      |  |  |       |  |  |                            |  |  |                           |  |
|                                           |                          | Nicoletta di Châtillon                    |                                          |  |  |       |  |  |                            |  |  |                           |  |